# Johor
Sultanato de Johor o Johore es el estado más meridional del sector peninsular de Malasia. Johor limita con Pahang al norte, Malaca y Negeri Sembilan al noroeste, el estrecho de Malaca al oeste y el mar de la China Meridional al este. El estrecho de Johor separa la península de Malaca de la isla-Estado de Singapur.
Su capital es Johor Bahru. 

## Historia

### Segunda Guerra Mundial
Invasión de Malasia
El avance japonés por Malasia fue rápido, las unidades indias que se opusieron al ataque fueron aisladas, gracias al rápido movimiento de la infantería japonesa por la jungla. La falta de tanques fue un factor clave en la derrota británica.
Los planes de contingencia británicos, que limitarían las cabezas de playa japonesas, fueron activados tardíamente, y sin apoyo naval, la defensa norte de Malasia fue aplastada. Los cazas Brewster Buffalo británicos no fueron rivales para los Zeros enemigos, que pronto obtuvieron la superioridad aérea.
Para el 23 de diciembre el desastre británico era evidente, y aunque varios oficiales al mando fueron reemplazados, no se obtuvieron resultados positivos ya que la carencia de tanques, aviones y apoyo naval no podía ser compensada.
El 11 de enero de 1942, Kuala Lumpur fue tomada sin resistencia, ya que los soldados británicos, australianos e indios se retiraban a Singapur, donde pensaban resistir indefinidamente.
A mediados de enero, los invasores llegaron a Johor, donde el 14 de enero, se enfrentaron por primera vez con la 8ª División Australiana, al mando del Mayor General Gordon Bennett, quienes defendieron con fiereza un puente que luego demolieron. Los japoneses lo repararon en seis horas, pero en los enfrentamientos perdieron unos 700 efectivos.
Desde entonces, las tropas británicas se fueron retirando al sur de la península, dejando tropas indias para contener el avance enemigo. Muchas de estas tropas fueron diezmadas al ser aisladas con facilidad.
Batalla de Singapur
Consecuencias
Unos 80 mil soldados del imperio británico fueron capturados tras la caída de Singapur, lo que constituye su peor derrota en la historia. Unos 40 mil de esos soldados eran de la India, y 30.000 de estos se unieron al Ejército Nacional Indio, que luchó contra los británicos en la campaña de Birmania.
Después de la batalla, Malasia y Singapur estuvieron bajo control japonés, y Tailandia colaboró estrechamente con Japón para invadir a la Burma británica. En Singapur se intentó llevar una limpieza étnica de la población china, que no logró sus objetivos, debido a la abrumadora cantidad de chinos étnicos en la isla. No obstante, se estima que entre 25.000 y 50.000 chinos de Singapur murieron durante la administración japonesa de la isla.

## Gobierno
El Menteri Besar de Johor (traducido como Ministro Principal) es el título que recibe el jefe de gobierno del estado malasio de Johor. Según la convención, el Menteri Besar es el líder del partido o coalición mayoritaria de la Asamblea Legislativa Estatal, siendo ceremonialmente nombrado por el Sultán de Johor. Su mandato dura mientras mantenga la confianza de dicho órgano legislativo, con elecciones periódicas en un lapso no mayor a cinco años.

## Distrito de Johor Bahru
El Johor Bahru Distrito es un distrito localizado en la parte del sur de Johor, Malasia. El distrito cubre una área de 1,112 km² y tiene una población de 1.33 millones.
La ciudad de núcleo en este distrito es Johor Bahru Ciudad, todavía administrativamente Johor Bahru Tengah la ciudad es más populosa que Johor Bahru Ciudad, siendo el undécimo y duodécimo más poblado LGUs en Malasia, respectivamente; tampoco la ciudad está relacionada al distrito, pero es subunidades del estado. Las fronteras de distrito Pontian Distrito en el del oeste, Kota Tinggi Distrito en el este, Kulai Distrito en el del norte y Straits de Johor al del sur. Johor Bahru El área metropolitana está rodeada por propiedades de palma de aceite ricas.

## Relaciones con Singapur

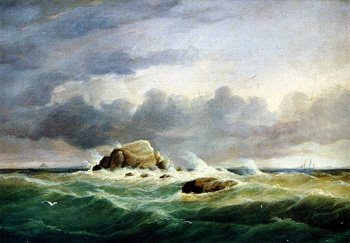
Una pintura de Pedra Branca de 1882 antes de que el Faro Horsburgh fuera construido en ella. Se cree que John Turnbull Thomson comisionó al artista, Captain Thomas Robertson, a producir la pintura basada en un bosquejo de Thomson de 1850.

Disputa de Pedra Branca
La Disputa de Pedra Branca  [2008]ICJ 2 fue una disputa territorial entre los países de Singapur y Malasia sobre varios islotes al este de la entrada del estrecho de Singapur, esto es Pedra Branca (previamiente llamado Pulau Batu Puteh y ahora Batu Puteh por Malasia), Middle Rocks y South Ledge. La disputa comenzó en 1979 y fue en su mayoría resuelta por la Corte Internacional de Justicia (ICJ) en 2008, la cual opinó que Pedra Branca pertenecería a Singapur y Middle Rocks pertenecería a Malasia.
A principios de 1980, Singapur presentó una propuesta formal contra Malasia en respuesta a un mapa publicado por Malasia en 1979 reclamando Pedra Branca. En 1989 Singapur propuso someter la disputa a la ICJ. Malasia estuvo de acuerdo a esto en 1994. En 1993, Singapur también reclamó los islotes cercanos a Middle Rocks y South Ledge. En 1998 los dos países acordaron en un texto de un "Acuerdo Especial" que se necesitaba para someter la disputa al ICJ. El Acuerdo Especial fue firmado en febrero del 2003 y la ICJ fue notificada formalmente del acuerdo en julio de ese mismo año. La audiencia frente a la ICJ fue sostenida durante tres semanas en noviembre del 2007 bajo el nombre de Soberanía sobre Pedra Branca/Pulau Batu Puteh, Middle Rocks y South Ledge (Malasia vs. Singapur).
Singapur discutía que Pedra Branca era terra nullius y que no había evidencia de que la isla hubiera estado en algún momento bajo la soberanía del Sultanato de Johor. En el evento la corte no aceptó este argumento, Singapur contendió que la soberanía sobre la isla había pasado hacia Singapur debido a un consistente ejercicio de autoridad sobre la isla de Singapur y su predecesor, el Reino Unido. Las acciones tomadas incluyeron seleccionar Pedra Branca como un sitio para el faro Horsburgh y la construcción del faro, requiriendo oficiales de Malasia deseando visitar la isla para obtener permisos, instalar estaciones militares de retransmisión en la isla, y estudiar la factibilidad de reclamar al terreno alrededor de la isla. Malasia había permanecido en silencio en vista de estas actividades. Además, se había confirmado en una carta de 1953 que Johor no reclamaba la propiedad de la isla y que no había publicado reportes oficiales ni mapas indicando Pedra Branca como territorio de Singapur. Middle Rocks y South Ledge debieron ser referidas como dependencias de Pedra Branca.
El caso de Malasia fue que Johor tenía el título original de Pedra Branca, Middle Rocks y South Ledge. Johor no había cedido Pedra Branca hacia el Reino Unido, sino que simplemente había dado permiso para la construcción y mantenimiento del faro en la isla. Las acciones del Reino Unido y Singapur con respecto al Faro Horsburgh y las aguas rodeando la isla, no fueron acciones del soberano de la isla. Después la carta de 1953 había sido desautorizada, los reportes oficiales y mapas que habían sido emitidos eran ya sea inconclusos o irrelevantes.

## Economía
Triángulo de Desarrollo Indonesia-Malasia-Singapur
El Triángulo de Desarrollo Indonesia-Malasia-Singapur fue establecido en 1994, como su nombre lo indica entre Singapur, Malaysia e Indonesia para promover los vínculos económicos de estos tres países y optimizar la complementariedad entre ellos. 
El triángulo fue oficialmente anunciado por el primer ministro de Singapur Goh Chok Tong. Al principio del proyecto solamente incluía a Singapur, Johor (en Malaysia) y una parte de la provincia de las islas Riau (en Indonesia), de allí el nombre de SIJORI. Fue así un intento precoz de liberalización y de integración económica en la ASEAN.
El objetivo fue de combinar las fuerzas competitivas de las tres regiones para hacerlos más atractivos para los inversionistas. Específicamente el triángulo conecta los infraestructuras, el capital y la experticia de Singapur con el mercado laboral y los recursos naturales de Johor y Riau. El triángulo fue concebido con la idea de ser un componente esencial del plan de regionalización de Singapur de los años 1980 y 1990, para trasladar industrias altamente intensivo en mano de obra en lugares como Johor en Malaysia o la isla de Batam en Indonesia.
Mientras que más estados de Malaysia e Indonesia participaban en el grupo, un memorándum de entendimiento fue firmado por el primer ministro deputado de Singapur Lee Hsien Loong, el ministerio Malaysia de comercio internacional y de industria Datuk Seri Rafidah  Aziz y el ministerio de Indonesia para comercio e industria para formalizar el nuevo grupo. 

## Cultura

### Gastronomía

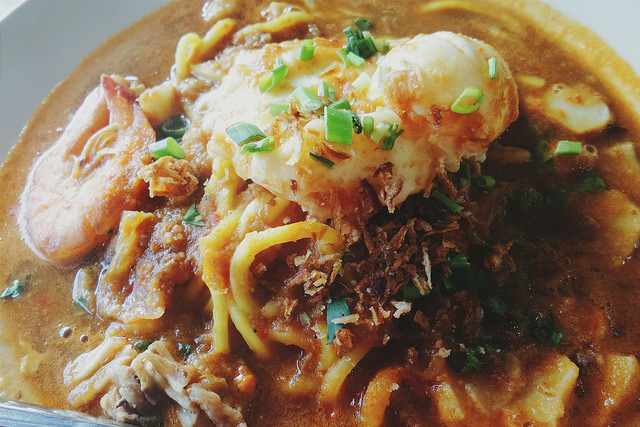
Mee bandung de Muar.

Wanton mee
Lontong
El lontong es un plato asiático hecho de arroz comprimido que se cortan en pastelitos. Es popular en Indonesia y Malasia, sirviéndose habitualmente frío o a temperatura ambiente con platos con salsa el gado-gado y con ensaladas, aunque puede tomarse como acompañamiento de otras platos, como satay y curris.
Vermicelli de arroz
Otak-otak
Murtabak
Mee rebus
Satay

## Deportes

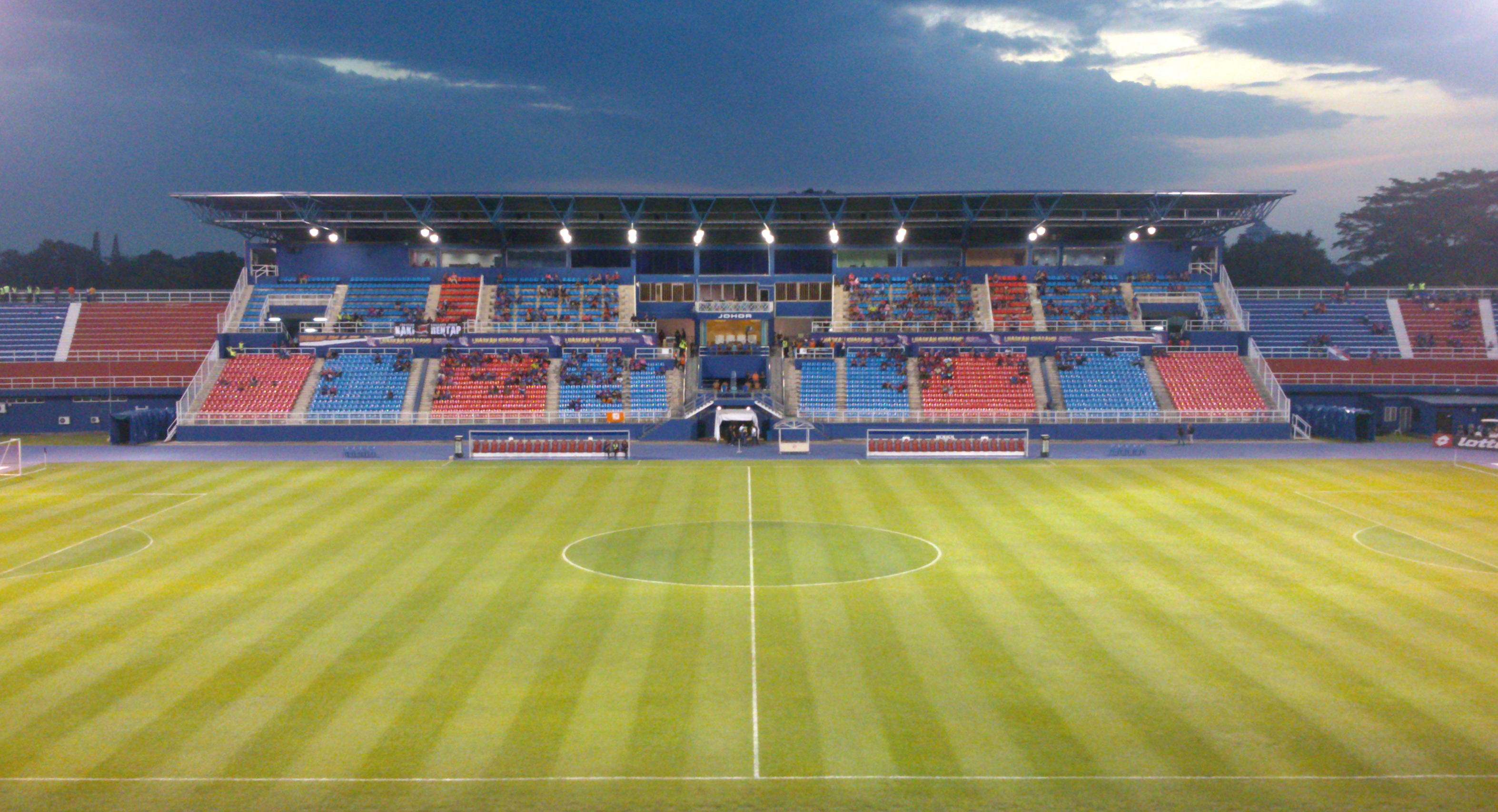
Estadio Tan Sri Dato Haji Hassan Yunos.

Johor Darul Takzim FC
Circuito de Johor